# Heikant (Tilburg-West)
Heikant is een buurtschap  in de gemeente Tilburg in de Nederlandse provincie Noord-Brabant. Het ligt ten westen van de stad Tilburg. In het oosten van de gemeente, in Berkel-Enschot, ligt ook een Heikant. De stad Tilburg kent daarnaast nog een wijk met de naam Heikant.
Noord-Brabant: Steden en dorpen      Nederland: Provincies · Gemeenten